# 板橋造兵廠物資不正分配事件
板橋造兵廠物資不正分配事件（いたばしぞうへいしょうぶっしふせいぶんぱいじけん）とは、1946年（昭和21年）1月20日から1月23日にかけて、東京都板橋区にあった東京第二陸軍造兵廠板橋製造所の元労働者が結成した団体が日本共産党の指導の下、同工場に隠匿されていた生活必需品を周辺住民に分配した事件である。

## 事件の背景
事件が発生した東京第二陸軍造兵廠板橋製造所は、第二次世界大戦において武器及び弾薬の製造を行っていたが、終戦に伴い、同工場は操業を停止し、閉鎖されることになり、残存した軍需物資の保管及び管理が行われていた。工場の周囲に勤務していた工場労働者や戦争罹災者が群居するようになると、元労働者らが慢性的な物資不足を解決するために、工場に保管されている物資の分配を目的に「退職者生活擁護同盟」（以下、「同盟」）を結成し、物資の分配を工場の管理者に要求するようになった。

## 事件の発生
1946年（昭和21年）1月20日、同盟が主催する演説会が滝野川西国民学校で行われ、同盟に所属するAが食糧の人民管理を主張し、工場に付設した倉庫に、生活必需品が職業軍人によって不正に隠匿されていると発表した。その後、同盟の主導する人民討議が行われ、「物資の人民管理」および「周辺住民への分配」が決定された。
翌21日Aは、物資発見の情報を日本共産党党本部に報告し、同党の食糧対策委員Bの指示の下、食糧配給を伝える張り紙を掲示するとともに、周辺住民に喧伝した。その結果、同日午後1時ごろには工場周辺に約800人が集合したため、Aら3人が「人民代表」として工場の管理者である経理部長に面会し、保管物資の引渡しを要求した。しかし合意に至らなかったため、Aら3人は経理部長を拘禁し、約7時間以上に渡って吊し上げを行い、引渡しに関する契約書を調印させた。しかし、契約書の作成に時間がかかったため、当日には物資の分配は行われず、集合した住民には物資の引換券を交付させるにとどまった。また、物資の保管および管理は同盟の下に行われるようになった。
翌22日、引換券を入手した住民から「物資配給」の噂を聞いた都民約2000人が倉庫前に集合した。Aらは倉庫内から大豆約350俵、木炭約400俵、皮屑（かわくず）約140俵を不法に持ち出し、各町から物資の受け取りの代表を選び、一世帯あたり大豆1升5合（約2.1kg）の配給を行った。
翌23日、残存する物資の配給を行う予定であったが、GHQが事態を把握し、即日に中止命令を出したため、物資の分配が中止された。

## その後
工場に残存した軍需物資はGHQの命令の下、東京都の管理下に置かれ、深川倉庫に移送された。
警視庁は25日、本事件の首謀者であるAを検挙したが、Bらが住民約70人を扇動し、Aの即時釈放および物資の返還を主張し、Bら数人が警視総監室に乱入する事態となった。Bは脅迫罪で起訴され、懲役8月・執行猶予2年の言渡しを受けた。

### 書籍
- 警視庁 『警視庁年表』（増補・改訂版） 1980年3月5日, pp.145-147